# Pont du Milieu

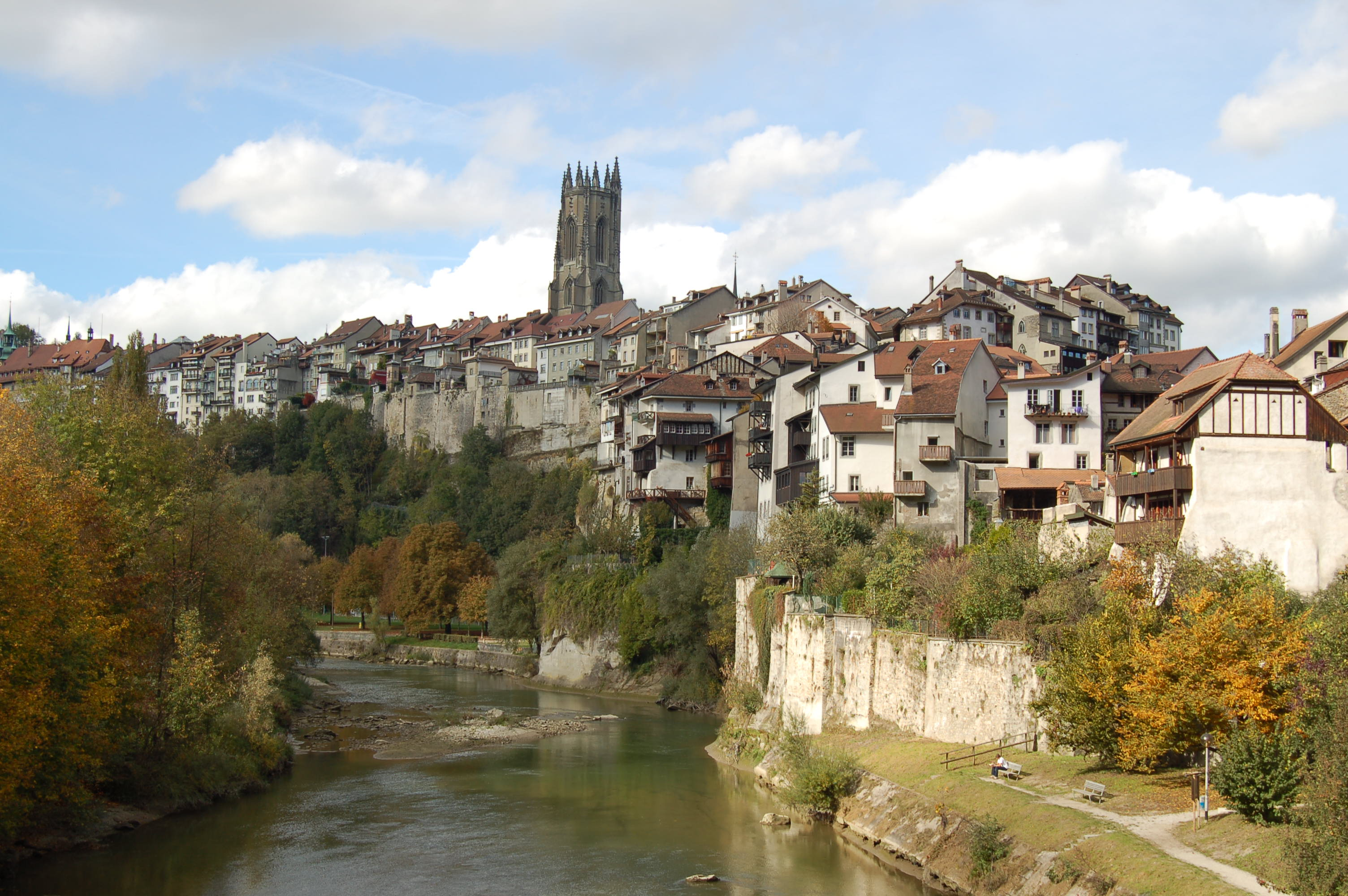
Widok z mostu w kierunku katedry św. Mikołaja

Pont du Milieu (niem. Mittlere Brücke, Most Środkowy) – historyczny most drogowy, przerzucony przez rzekę Sarine we Fryburgu w Szwajcarii. Jest jedną z trzech przepraw średniowiecznych i jednym z pięciu mostów w ogóle we fryburskim Dolnym Mieście (fr. la Basse-Ville). Łączy Place du Petit-Saint-Jean na lewym („miejskim”) brzegu Sarine i Planche-Inférieure na brzegu prawym.
Specyficzne usytuowanie części zabudowań szwajcarskiego Fryburga w głębokiej dolinie Sarine (niem. Saane), gdzie tereny miejskie leżały po obu stronach jej koryta, wymusiło konieczność zapewnienia wygodnej komunikacji między obydwoma brzegami rzeki. Po powstaniu w 1250 r. pierwszej stałej przeprawy przez rzekę – Mostu Berneńskiego – około roku 1275 wzniesiono na jego przedłużeniu w kierunku południowo-zachodnim kolejny most, nazwany wkrótce (dzięki usytuowaniu pomiędzy Mostem Berneńskim i Mostem Św. Jana) Mostem Środkowym.
Most Środkowy połączył półwysep w zakolu Sarine, zwany Auge, z terenem tzw. Planche-Inférieure, na której powstała komandoria Zakonu Maltańskiego – joannitów (zał. w 1259 r.), z opactwem Maigrauge (zał. w 1255 r.) i leprozorium na wysokim brzegu rzeki, w Bourguillon (powst. przed 1252 r.). Pozwolił także dotrzeć do Marly i innych miejscowości, znajdujących się dalej na południe. Most, podobnie jak Pont de Berne, wyposażony był w bramę. W ten sposób Auge było chronione przy swoich dwóch wejściach.
Pierwotnie był to również kryty most drewniany – nakrywanie średniowiecznych mostów miało na celu ochronę ich drewnianych konstrukcji przed niekorzystnymi wpływami atmosferycznymi. Drewnianą konstrukcję, niszczoną często przez wezbrania rzeki, zastąpiono w 1720 r. mostem wymurowanym z tufu, o czterech przęsłach, z pomostem w kształcie grzbietu osła, typowym dla dawnych konstrukcji mostowych.
Długość mostu wynosi 69 m, a rozpiętości przęseł kolejno 3,8, 10,05, 9,60 i 10,05 m. Szerokość mostu wynosi 5,9 m, a szerokość jezdni, ograniczonej po bokach murowanymi parapetami wysokimi na ok. 1 m, wynosi 4,9 m. Ruch pojazdów w obu kierunkach odbywa się wahadłowo, równocześnie z ruchem pieszych.
Od 1995 r. Pont du Milieu we Fryburgu znajduje się na szwajcarskiej liście dóbr kultury o znaczeniu narodowym kantonu Fryburg (fr. Liste des biens culturels d'importance nationale dans le canton de Fribourg).
Most Środkowy jest dobrym punktem widokowym. Widok z niego obejmuje m.in. wysoki brzeg Sarine, nad którym wznoszą się zabudowania najstarszej dzielnicy (Bourg) z dominantą wieży katedry św. Mikołaja.